# 戇夫成龍
《戇夫成龍》（英語：Square Pegs）是香港電視廣播有限公司拍攝製作的清末民初喜劇，全劇共20集，由郭晉安、宣萱、曹永廉及楊婉儀領銜主演，並由元華、唐寧、許紹雄、盧宛茵及陳秀珠聯合演出，監製黃偉聲。郭晉安憑此劇奪2003年萬千星輝頒獎典禮最佳男主角一獎。
此劇於2008年10月至12月和2015年2月至4月於翡翠台下午5:55重播，2007年2月14日和2012年1月23日在TVB星河頻道及2017年6月17日在TVB經典台重播。

## 故事大綱
事情緣起於傻仔丁常旺，旺本是豪門富商包慶豐九代單傳的獨子，旺母本是包老爺的妾侍，因原配夫人妒忌，誣捏旺母與家樸有染，包老爺盛怒之下，視有了身孕的旺母是懷有孽種，把旺母逐出家門，旺母流落異鄉並誕下旺，兩母子過了二十幾年相依為命的艱苦生活。而包老爺二十多年來仍無子嗣，直至原配夫人患病去迦後，包老爺有感膝下無子承繼家產，遂派親侄包大業往尋旺兩母子，知不尋獲，包老爺寧願臨老續娶求子，也不會把家業傳給親侄。大業一直欲承繼包老爺家產，如今希望幻滅，遂起歪心，在尋到旺兩母子時，暗中加害之，旺母死，旺被打傷後腦滾下山崖。業以為旺已死，即找來一個身份卑賤的孤兒，頂包假冒包老爺之子，改名為包繼宗。大業並編造故事，令繼宗亦以為自己就是流落在外的包家少爺。
然而，旺大難不死，只是腦部受震盪失去記憶，變成智商只有七、八歲的孩子，並流浪到包老爺鄰村，飢寒交逼爬至某餅家門前，被餅家老闆娘米珠蓮拾了回家。蓮因為十八年前兒子失踪，憶子成狂，如今憑著旺的一道巧合疤痕，即認定旺是她的失踪兒子，旺既傻且失憶，見蓮對自己愛護有加，也就以為蓮是親娘。但蓮的丈夫丁有力，卻心知旺其實並非親兒，但見妻子因尋回“兒子”而開心病好，也就不忍道破。旺雖傻，卻是一個成年人，蓮要為旺娶妻，蓮廿年前與柳湘湘簽下婚約，以湘之親女凌彩蝶下嫁蓮之子，如今要履行婚約，湘出於私心，施以移花接木之計，報蝶嫁給了包家少爺繼宗，卻推繼女凌彩鳳嫁給了傻仔。
鳳被繼母瞞騙嫁了傻仔旺，鳳不能違婚，但又不甘把終身幸福寄託傻仔身上，遂哄騙旺進行假洞房，與旺做對有名無實的夫妻，一邊扭盡六壬跟奶奶蓮鬥法，企圖搏奶奶把她休掉，結果搞出不少笑話，均“搏休”不成，無計之下，唯有敷衍暫做媳婦。卻說旺未傻之前，在鄉間與未婚妻楊佩君山盟海誓，旺被大業所害倖免不死變傻後，對前事已不復記憶，當君尋未婚夫而至，重遇旺時，旺對君視作陌路，君覺事有蹺蹊，遂以家庭教師身份進駐丁家接近旺，試圖令旺回复記憶，與她再續未了緣。
另一方面，宗得知自己的身份真相，晴天霹靂，懼怕會由富家子打回原形變成一無所有，心思頓變偏激。宗對旺本有先天敵意，如今旺的存在威脅到他的身份，於是受大業唆擺，欲逼走旺。

## 演員表

### 主要人物
| 演員   | 角色           | 介紹 | 關係 |
| 郭晉安 | 李繼宗／丁常旺 | 阿旺、大蕃薯、旺師傅、傻仔旺 旺本是豪門富商包慶豐九代單傳的獨子，旺母本是包老爺的妾侍，因包大富企圖奪取包家所有財產，誣捏旺母與家樸有染，包老爺盛怒之下，視有了身孕的旺母是懷有孽種，把旺母逐出家門，旺母流落大石村並誕下旺，兩母子過了二十幾年相依為命的艱苦生活。3年前與未婚妻楊佩君一同獲得省立公學獲取，但前往學校途中，被包大富派來的殺手打傷後腦變傻及失憶，並且流浪到烏龍鎮的丁家門前。 於第1集開始與凌彩鳳相交，並喜歡她 於第5集開始讀書識字，並拜楊佩君為老師 於第8集開始學造餅 於第10集第一次與包慶豐相交 于第13集與包慶豐找出其母所特製的香葉綠豆沙的烹調法，並成為餅鋪大師傅並獲家傳秘方 於第14集向凌順昌建議「一茶兩餅」合作計劃 於第15集自創老婆餅，後與包慶豐被黑龍江雙煞綁架，後獲救 于第19集因為包大富逼包繼宗在殺害其父及丁常旺中兩者之間二選其一，但包繼宗不想殺害二人唯有派綁匪企圖拐賣其到南洋，與綁匪糾纏下墮海，後被凌彩鳳下水拯救，並恢復記憶 於第20集被包大富擄走，後獲救並和包慶豐父子相認，前往香港打理笑口酥分店既生意，最後返回烏龍鎮並與凌彩鳳和楊佩君重聚。 為人單純、樂觀、堅毅、孝順父母，真心愛周遭的人，情深義重 參見丁家及笑口酥餅鋪 | 包慶豐、李秀娟之子 丁有力、米珠蓮之養子 凌彩鳳之夫（第2集起） 楊佩君之前未婚夫兼學生，並忘記其，最後記起其 魯先生之學生 江榮之好友 |
| 宣 萱  | 凌彩鳳         | 老婆仔、扭紋柴、尖嘴雞 身為家中大女，對家庭一力承擔，對父親孝順非常，對妹妹愛惜呵護；雖受儘後母自私刻薄的對待，仍對其容忍寬恕、以禮相待，並以四兩撥千斤的手法化解矛盾，令後母奈她不何，最後更感化後母自我反省。原本下嫁包繼宗，但因為其繼母和妹妹出於私心，施下移花接木之下，令其陰陽差錯之下成為丁常旺之妻，因此一直以來對丁家所有人態度惡劣以博取離開丁家，但因丁常旺以死相博及擔憂君會傷害丁常旺而選擇留在丁家。為了解開君的心結，而決定到其鄉下尋找未婚夫，卻意外發現丁常旺的真正身份及君與旺之間的感情，同時開始懷疑包繼宗的身份並聯同其一起調查。雖然承諾會讓愛予君，但日久無意間發現自己愛上了丁常旺。 於第9集得悉丁常旺的真正身份 於第16集第一次親吻丁常旺 於第18集承認喜歡上丁常旺，后忍痛割愛離開丁家 于第19集下水救回丁常旺 於第20集前往日本學茶道，最後返回烏龍鎮並與丁常旺和楊佩君重聚 為人聰明精靈，勤勞節儉，善良正直，充滿正義感。面對困難時韌力驚人，絕不輕言放棄。 參見凌家及丁家及笑口酥餅鋪 | 丁常旺之妻 丁有力、米珠蓮之媳婦 凌順昌之長女 柳湘湘之繼女 凌彩蝶同父異母之姊 楊佩君之好友，與其聯手調查丁常旺及包繼宗的真正身份    |
| 楊婉儀 | 楊佩君         | 楊老師 3年前一同與未婚夫李繼宗被省立公學收錄，但因為李繼宗前往省城途中被包大富派來的殺手打傷從而失散。為尋找繼宗，不惜走遍各處及與家人反面，終到烏龍鎮發現其。不過繼宗卻變成了丁常旺，君用多種方法刺激其失散前記憶使旺對其反感，旺更加對鳳呵護備至，使其妒火中燒，後來被鳳發現兩人的關係而獲得鳳承諾讓愛開始默默忍受這一切。同時又發現包繼宗與丁常旺有許多巧合之處，使其心疑，並聯同鳳調查包繼宗的真正身份。 於第5集登場，因被偷竊錢包及在凌彩鳳下邀請教丁常旺讀書寫字而留在丁家 於第18集發現凌彩鳳愛上丁常旺 於第20集前往英國修讀文學，最後返回烏龍鎮並與丁常旺和凌彩鳳重聚 聰明慧黠，接受過良好教育，大方得體、賢良淑德，表面溫婉柔弱，其實骨子裡執著好勝，城府內斂，尤其對愛情的執著和私心，令她對情敵妒意難控。但因其善良本質和受過教育，理智上的道義又令她不得不壓抑自己的莫名妒意，寧願暗自傷心激氣。 參見丁家及笑口酥餅鋪 | 丁常旺（李繼宗）之家塾老師兼前未婚妻 凌彩鳳之好友兼情敵，與其聯手調查丁常旺與「假包繼宗」的真正身份                                |

### 丁家及笑口酥餅舖
| 演員   | 角色          | 暱稱／關係 |
| 許紹雄 | 丁有力        | 叻叔 笑口酥老闆 米珠蓮之夫 真正的丁常旺之父，為免米珠蓮受不住精神刺激因而一直隱瞞丁常旺已在省城病逝的事實 丁常旺（李繼宗）之養父 凌彩鳳之老爺 喜跟朋友鬥蟋蟀                                                       |
| 盧宛茵 | 米珠蓮        | 笑口酥老闆娘 丁有力之妻 真正的丁常旺之母 丁常旺（李繼宗）之養母 凌彩鳳之奶奶 曾因以為丁常旺失蹤而患上失心瘋，後因尋回丁常旺而康復 3年前已知丁常旺非親生子，仍願當他親生兒子養育 於第13集傳授製造笑口酥秘方給丁常旺 |
| 郭晉安 | 李繼宗/丁常旺 | 阿旺、大蕃薯、旺師傅、傻仔旺 丁有力、米珠蓮之養子 凌彩鳳之夫 楊佩君之學生 參見主要人物 |
| 宣 萱  | 凌彩鳳        | 老婆仔、扭紋柴、尖嘴雞 丁有力、米珠蓮之媳婦 丁常旺之妻 參見主要人物 |
| 楊婉儀 | 楊佩君        | 楊老師 丁常旺之家塾老師 參見主要人物 |
| 鄧一君 | 江 榮         | 榮仔 笑口酥員工 賈盈盈之歡喜冤家，後為其夫 丁常旺婚前之近身家丁兼好友 |
| 孫季卿 | 王師傅        | 笑口酥員工 |
| 郭卓樺 | 火炕東        | 笑口酥員工 |
| 賀文傑 | 豬油渣        | 笑口酥員工 |

### 凌家
| 演員   | 角色   | 暱稱／關係 |
| 秦 煌  | 凌順昌 | 走埠商人→芬芳茶館老闆兼鋪位業主 柳湘湘之夫 凌彩鳳、凌彩蝶之父 針對丁常旺，後和好                                                               |
| 陳秀珠 | 柳湘湘 | 芬芳茶館老闆娘 為人好賭，妒忌心重 與凌彩蝶施以移花接木之計令凌彩鳳下嫁丁常旺 凌順昌之繼室 凌彩鳳之繼母，並刻薄其 凌彩蝶之母 針對丁常旺，後和好 |
| 宣 萱  | 凌彩鳳 | 老婆仔、扭紋柴、尖嘴雞 凌順昌之長女 柳湘湘之繼女 凌彩蝶同父異母之姊 參見丁家及笑口酥餅舖                                                       |
| 唐 寧  | 凌彩蝶 | 凌順昌、柳湘湘之幼女 凌彩鳳同父異母之妹 參見包家及慶豐行                                                                                       |

### 包家及慶豐行
| 演員           | 角色   | 暱稱／關係 |
| 鄭俊弘（青年） | 包慶豐 | 包老爺、叉燒包大俠、包包（丁常旺專稱） 慶豐行及精美醬油廠老闆 / 前芬芳茶館鋪位之業主 為人多疑、節儉、一毛不拔、重情重義，因為被慫恿解雇一班員工導致他們生活顛沛流離而很少相信人 包繼宗之養父 李繼宗（丁常旺）之親父 凌彩蝶之老爺 包大富、包金枝之叔父 賈盈盈之舅父 于第10集首次跟丁常旺相交 于第13集與丁常旺找出香葉綠豆沙的烹調法 于第15集與丁常旺被黑龍江雙煞綁架，後獲救 于第20集被包大富擄走，後獲救並和丁常旺父子相認 |
| 元 華          | 包慶豐 | 包老爺、叉燒包大俠、包包（丁常旺專稱） 慶豐行及精美醬油廠老闆 / 前芬芳茶館鋪位之業主 為人多疑、節儉、一毛不拔、重情重義，因為被慫恿解雇一班員工導致他們生活顛沛流離而很少相信人 包繼宗之養父 李繼宗（丁常旺）之親父 凌彩蝶之老爺 包大富、包金枝之叔父 賈盈盈之舅父 于第10集首次跟丁常旺相交 于第13集與丁常旺找出香葉綠豆沙的烹調法 于第15集與丁常旺被黑龍江雙煞綁架，後獲救 于第20集被包大富擄走，後獲救並和丁常旺父子相認 |
| 李麗麗         | 李秀娟 | 包慶豐之妾侍 李繼宗（丁常旺）之親母 3年前被包大富僱用既殺手殺害 |
| 李成昌         | 包大富 | 富哥 包慶豐之侄 李繼宗/丁常旺之堂兄，暗中對付其 包繼宗之養堂兄 賈盈盈之表哥 包金枝之兄 企图夺取包家财產 與阿立聯手利用慶豐行偷運鴉片 於第17集殺害蘭姨滅口 于第19集承認曾派人殺害李秀娟兩母子，后因證實丁常旺的真正身份並逼包繼宗下手滅口，但因包繼宗不願下手滅口而派綁匪拐賣丁常旺到南洋 於第20集擄走丁常旺、包慶豐，後被繩之於法                                                                                          |
| 湯盈盈         | 包金枝 | 枝姐 包家當家 包大富之妹 包慶豐之侄女 李繼宗/丁常旺之堂姊 包繼宗之養堂姊 賈盈盈之表姊 魯先生的情人 曾「剋死」2位丈夫 于第19集無意中得悉包大富謀財害命之詭計 于第20集與魯先生救出被禁錮的包繼宗及凌彩蝶 |
| 李日昇（童年） | 包繼宗 | 原名華容生，華氏及趙小嬌之親子 庆豐行太子爺 凌彩蝶之夫 包慶豐之養子 包大富及包金枝之養堂弟 賈盈盈之養表哥 李繼宗/丁常旺之養兄弟 凌順昌及柳湘湘之二女婿 初暗戀凌彩鳳，後真心愛凌彩蝶 真心待包慶豐如親生父親 雙親先後逝世成孤兒 于第15集從包大富得悉自己身世並被他要脅 于第19集向凌彩蝶說出真相 |
| 曹永廉         | 包繼宗 | 原名華容生，華氏及趙小嬌之親子 庆豐行太子爺 凌彩蝶之夫 包慶豐之養子 包大富及包金枝之養堂弟 賈盈盈之養表哥 李繼宗/丁常旺之養兄弟 凌順昌及柳湘湘之二女婿 初暗戀凌彩鳳，後真心愛凌彩蝶 真心待包慶豐如親生父親 雙親先後逝世成孤兒 于第15集從包大富得悉自己身世並被他要脅 于第19集向凌彩蝶說出真相 |
| 唐 寧          | 凌彩蝶 | 蝶妹妹（丁常旺專用） 包家當家（第14集開始） 包繼宗之妻 包慶豐之媳婦 包大富及包金枝之養堂弟婦 賈盈盈之養表嫂 于第17集懷有身孕 參見凌家 |
| 黃𨥈瑩         | 賈盈盈 | 包慶豐之外甥女 李繼宗/丁常旺、包大富、包金枝之表妹 包繼宗之養表妹 江榮之妻 |
| 陳安瑩         | 蘭 姨  | 李秀娟之前近身婢女 於第17集被包大富殺害 |
| 胡炯龍         | 阿 虎  | 包家家丁 |
| 蔣 克          | 阿 豹  | 包家家丁 |
| 周家怡         | 阿 花  | 包家婢女 |
| 楊 娜          | 小 桃  | 包家婢女 |
| 譚一清         | 華 叔  | 慶豐行員工 |
| 王維德         | 阿 立  | 慶豐行員工 |

### 其他演員
| 演員   | 角色                   | 暱稱／關係 |
| 李國麟 | 魯先生                 | 魯魯 書齋老師 丁常旺之老師 豪仔之父 包金枝情人 曾「剋死」妻子 于第17集被包金枝感動而公開示愛 于第20集與包金枝救出被禁錮的包繼宗及凌彩蝶 |
|        | 豪 仔                  | 魯先生之子 |
| 華忠男 | 雞 叔                  | 雞鵝販 (第1集) |
| 黃鳳   | 馬吊朋友               | |
| 蘇恩磁 | 馬吊朋友               | |
| 劉桂芳 | 馬吊朋友               | |
| 梁建平 | 崔老闆                 | 崔水居老闆 |
| 李鴻傑 | 誇 張                  | |
| 鄭家生 | 大 口                  | |
| 羅天池 | 當舖職員               | |
| 黃子衡 | 少 年                  | |
| 楊證樺 | 流 氓                  | |
| 余慕蓮 | 丁家大妗姐             | |
| 黎秀英 | 包家大妗姐             | |
| 凌禮文 | 烏龍鎮鎮長             | |
| 徐 榮  | 保安隊長               | |
| 葉 暐  | 保安隊長               | |
| 陳勉良 | 周來福                 | 周來福金舖老闆 |
| 邵卓堯 | 大 夫                  | |
| 嚴文軒 | 芬芳茶館客人           | |
| 張漢斌 | 芬芳茶館客人           | |
| 王偉樑 | 芬芳茶館客人           | |
| 趙敏通 | 笑口酥餅鋪客人         | |
| 趙敏通 | 芬芳茶館客人           | |
| 張貝茜 | 芬芳茶館夥計           | |
| 夏竹欣 | 扒 手                  | 第5集偷去楊佩君的錢包 |
| 招石文 | 大石村村長             | |
| 鄧汝超 | 大石村村民             | |
| 黃碧玲 | 大石村村民             | |
| 蕭徽勇 | 大石村村民             | |
| 邱萬城 | 巴大叔                 | 「忘憂吧」小酒館老闆 啞巴 |
| 曾慧雲 | 如 夢                  | 丁有力之情婦 尹之妻 跟尹育有一子 沙嶺鎮居民                                                                                             |
| 虞天偉 | 尹                     | 如夢之夫 |
| 曾健明 | 梁 雄                  | |
| 廖麗麗 | 梁雄之妻               | |
| 高俊文 | 商 戶                  | |
| 魏惠文 | 商 戶                  | |
| 雷 恩  | 「怡紅院」妓女         | |
| 梁珈詠 | 「怡紅院」妓女         | |
| 李岡龍 | 馬主管                 | 精英醬油廠員工 |
| 凌 漢  | 財 伯                  | 精英醬油廠員工 |
| 方 傑  |                        | 包繼宗之三水鄉里 芬芳茶館之客人 |
| 卓 躒  | 大 夫                  | 診治賈盈盈及凌彩蝶 |
| 林遠迎 |                        | 笑口酥餅鋪客人 訂購100打老婆餅的準新郎                                                                                                  |
| 曾守明 | 殺 手                  | 年前被僱殺死李秀娟及打傻李繼宗（丁常旺）                                                                                                |
| 寧 進  | 綁 匪                  | 打算拐賣丁常旺往南洋 |
| 鄭世豪 | 綁 匪                  | 打算拐賣丁常旺往南洋 |
| 陳狄克 | 香港「成興」洋服店老闆 | |
| 黃梓暐 |                        | 日本茶道客人 |
| 鍾曉瑩 |                        | 英國學生 |

## 收視
以下為本劇於香港無綫電視翡翠台之收視紀錄：
| 週次 | 集數  | 日期                        | 平均收視 | 最高收視 |
| 1    | 01—05 | 2002年12月30日—2003年1月3日 | 34點     |          |
| 2    | 06—10 | 2003年1月5日—1月10日        | 36點     |          |
| 3    | 11—15 | 2003年1月12日—1月17日       | 38點     |          |
| 4    | 16—20 | 2003年1月19日—1月24日       | 41點     | 46點     |

- 本剧平均收视37点，最高收视46点，为2003年全年剧集收视第一名，並且是2000-2009年期間收視率最高的劇。
- 本剧在广州地区同步播放翡翠台时合共取得33%平均收视（省网16.5%、市网16.5%，数据来源：AGB尼尔森），是2003年广州地区电视剧收视冠军。

## 獎項
| 頒獎典禮                                | 獲獎獎項                                  |
| --------------------------------------- | ----------------------------------------- |
| 萬千星輝賀台慶2003                      | 我最喜愛的男主角（郭晉安）                |
| 萬千星輝賀台慶2003                      | 我最喜愛電視角色（丁常旺/郭晉安）         |
| 萬千星輝賀台慶2003                      | 我最喜愛電視角色（凌彩鳳/宣 萱）          |
| 萬千星輝賀台慶2003                      | 我最喜愛的拍擋（戲劇組）（郭晉安、宣 萱） |
| 2003年度電視欣賞指數 調查最佳節目頒獎禮 | 最高欣賞指數電視節目第三位                |

## 影碟發行
以下所有影碟發行均由電視廣播(國際)有限公司授權：
香港發行代理商現代音像(國際)有限公司於2006年推出發行了《戇夫成龍》DVD及VCD影碟零售版本，DVD影碟收錄全套20集，共5隻碟，設有粵語及國語發音版本，自選開啟或關閉繁體中文及簡體中文字幕；VCD影碟將已播放的集數並製作成13隻碟作為片段完整及無刪剪版本，每隻碟跟電視劇的每集片長約60分鐘一樣，設有粵語及國語發音版本並配上繁體中文字幕。
台灣發行代理商弘音多媒體科技股份有限公司於2006年推出發行了《戇夫成龍》DVD影碟零售版本，此影碟燒錄DVD香港版的全部集數及碟數(其中全部碟數均設有香港版的目錄選單)。
馬來西亞發行代理商Multimedia Entertainment Sdn Bhd於2011年推出發行了《戇夫成龍》DVD影碟零售版本，此影碟收錄全套20集，共4隻碟，設有粵語及國語發音版本，自選開啟或關閉簡體中文及英文字幕。

## 外部連結
- 無綫電視官方網頁 - 戇夫成龍
- 無綫電視官方網頁(TVBI) - 戇夫成龍 （页面存档备份，存于）

## 電視節目的變遷
| 上一套： 肥田囍事 —2008年10月22日 | 翡翠台黃昏重播劇集時段（2008） 戇夫成龍 2008年10月23日—2008年12月17日 17:55—18:25 | 翡翠台黃昏重播劇集時段（2008） 戇夫成龍 2008年10月23日—2008年12月17日 17:55—18:25 | 下一套： 酒是故鄉醇 2008年12月18日— |